# Størsbøl
Størsbøl er betegnelsen for et mindre område i Vester Nykirke tæt på Bramming, i Syddanmark. Størsbøl strækker sig fra Hovedvej A1 til Bramming Borgvej.
I hjertet af Størsbøl ligger Vester Nykirke som har eksisteret sidden 1100-tallet.
55°30′39″N 8°41′54″Ø / 55.5109°N 8.6983°Ø